# IEEE 802.11
IEEE 802.11（アイトリプルイー 802.11）は、IEEEにより策定された、広く普及している無線LAN関連規格の一つである。無線局免許不要で使えるものも多い。

## 一覧
公称速度とされているのは無線機器間を結ぶ瞬間的な通信速度である。実際のデータのやり取りは様々な理由でロスが生じるため、インターネット上の速度測定サイト等で計測される速度（実効速度）は公称速度の半分–3分の1程度となる。
| 世代 | 規格          | 策定時期     | 二次変調方式            | 周波数帯                                       | 公称最大速度         | 空間ストリーム | チャンネル幅         | 備考（日本国内） |
| ---- | ------------- | ------------ | ----------------------- | ---------------------------------------------- | -------------------- | -------------- | -------------------- | --- |
| 1    | IEEE 802.11   | 1997年6月    | DSSS / FHSS             | 2.4–2.5 GHz                                    | 2 Mbps               | 1              | 22 MHz               | 免許不要 |
| 2    | IEEE 802.11a  | 1999年10月   | OFDM                    | - 5.15–5.35 GHz - 5.47–5.725 GHz               | 54 Mbps              | 1              | 20 MHz               | - 5.15–5.35 GHz: 屋内の利用に限り免許不要 - 5.47–5.725 GHz: 屋内外に限らず免許不要 |
| 2    | IEEE 802.11b  | 1999年10月   | DSSS / CCK              | 2.4–2.5 GHz                                    | 11 Mbps / 22 Mbps    | 1              | 22 MHz               | 免許不要 |
| 3    | IEEE 802.11g  | 2003年6月    | OFDM                    | 2.4–2.5 GHz                                    | 54 Mbps              | 1              | 20 MHz               | 免許不要 |
| 3    | IEEE 802.11j  | 2004年12月   | OFDM                    | - 4.9–5.0 GHz - 5.03–5.091 GHz                 | 54 Mbps              | 1              | 20 MHz               | 要免許、電力など一定制限内の端末のみ免許不要 |
| 4    | IEEE 802.11n  | 2009年9月    | OFDM                    | - 2.4–2.5 GHz - 5.15–5.35 GHz - 5.47–5.725 GHz | 65 Mbps–600 Mbps     | 1–4            | 20 / 40 MHz          | 製品によって上限の公称速度が異なり、最小では65 Mbps、最大では600 Mbpsである。- 2.4 GHz帯: 屋内外に限らず免許不要 - 5.15–5.35 GHz: 屋内の利用に限り免許不要 - 5.47–5.725 GHz: 屋内外に限らず免許不要 |
| 5    | IEEE 802.11ac | 2014年1月    | OFDM                    | - 5.15–5.35 GHz - 5.47–5.725 GHz               | 292.5 Mbps–6.93 Gbps | 1–8            | 80 / 160 MHz         | - 5.15–5.35 GHz: 屋内の利用に限り免許不要 - 5.47–5.725 GHz: 屋内外に限らず免許不要 |
| 5    | IEEE 802.11ad | 2013年1月    | シングルキャリア / OFDM | 57–66 GHz                                      | 4.6 Gbps–6.8 Gbps    |                | 最大9 GHz            | 免許不要 |
| 6    | IEEE 802.11ax | 2021年2月9日 | OFDMA                   | - 2.4 GHz帯 - 5 GHz帯                          | 9.6 Gbps             | 1–8            | 20/40/80/160 MHz     | |
| 6E   | IEEE 802.11ax | 2021年2月9日 | OFDMA                   | - 2.4 GHz帯 - 5 GHz帯 - 6 GHz帯                | 9.6 Gbps             | 1–8            | 20/40/80/160 MHz     | - 5.925–6.425 GHz: 2022年9月2日より利用可能 - 6.425–7.125 GHz: 利用不可 |
| 7    | IEEE 802.11be | 2024年9月    | OFDMA                   | - 2.4 GHz帯 - 5 GHz帯 - 6 GHz帯                | 46 Gbps              | 1–16           | 20/40/80/160/320 MHz | - 5.925–6.425 GHz: 2022年9月2日より利用可能 - 6.425–7.125 GHz: 利用不可 |
| 8    | IEEE 802.11bn |              |                         | - 2.4 GHz帯 - 5 GHz帯 - 6 GHz帯                |                      |                |                      | - 5.925–6.425 GHz: 2022年9月2日より利用可能 - 6.425–7.125 GHz: 利用不可 |

### IEEE 802.11タスクグループの一覧
| 規格名   | 規格の種類             | 制定時期     | 備考（日本国内） |
| -------- | ---------------------- | ------------ | --- |
| 802.11   | 伝送規格               | 1997年6月    | MACと周波数ホッピング及び直接シーケンスの変調方式を定義。DSSS方式。                                                         |
| 802.11a  | 伝送規格               | 1999年10月   | 5 GHz帯でOFDMを用いることにより、54 Mbpsを実現した規格。2番目の物理層標準だが、製品化されたのは2000年後半。                 |
| 802.11b  | 伝送規格               | 1999年10月   | 3番目の標準だが製品として発売されたのは2番目。DSSS/CCK方式。                                                                |
| 802.11c  |                        |              | 異なる無線ネットワーク間をブリッジする規格。大幅な成果が得られなかったことから802.11cとしては発表されず802.1Dに吸収された。 |
| 802.11d  |                        |              | 電波規制が異なる国間を移動する場合の手続きを策定                                                                            |
| 802.11e  | QoS関連規格            | 2005年11月   | MACのサービス品質 (QoS) の拡張を制作                                                                                        |
| 802.11F  |                        |              | アクセスポイント間プロトコル (IAPP)                                                                                         |
| 802.11g  | 伝送規格               | 2003年       | ISM帯のネットワークを使用する物理層仕様。2.4 GHz帯にOFDM方式を適用。                                                        |
| 802.11h  | 各国の法規             |              | 802.11aと欧州の電波放出規則の互換性を維持するための標準                                                                     |
| 802.11i  | セキュリティ           |              | リンク層のセキュリティを強化                                                                                                |
| 802.11j  | 各国の法規             |              | 802.11aを日本の電波法規則に適合させるための追加仕様。jはJapanの頭文字ではなく偶然                                           |
| 802.11k  | 通信の強化             |              | 無線帯域の使用を効率よく管理するため、ネットワーク内で電波リソース情報を交換する規格                                        |
| 802.11m  | メンテナンス           |              | 802.11a, 802.11b, 802.11d, TGcの変更を802.11本体の仕様書に取り込むタスクグループ。mはメンテナンスの意味。                   |
| 802.11n  | 伝送規格               |              | 2.4 GHzと5 GHzに互換性を持ち、MAC層において100 Mbpsを上回る高スループットを実現。40 MHz幅・4×4MIMOをサポート。              |
| 802.11p  | 応用                   |              | 自動車で802.11を応用するタスクグループ。ETCなどで用いられる。                                                               |
| 802.11r  | 応用                   |              | ローミング性能を強化 |
| 802.11s  | 応用                   |              | メッシュネットワーク技術のための改訂                                                                                        |
| 802.11T  | 試験・測定             |              | 802.11の試験と測定の仕様書を設計するタスクグループ（規格化断念）                                                            |
| 802.11u  | 他ネットワーク相互接続 |              | 他のネットワーク技術との相互接続を支援する。Passpoint。                                                                     |
| 802.11aa |                        |              | ビデオの伝送 |
| 802.11ac | 伝送規格               | 2014年1月    | 5 GHz帯を利用し、最大6.93 Gbpsを実現するための規格。160 MHz幅, 8×8MIMOをサポート。                                          |
| 802.11ad | 伝送規格               | 2012年12月   | 60 GHz帯を利用し、7 Gbpsを超えるスループットを実現。2.1 GHz幅をサポート。                                                   |
| 802.11af |                        |              | TVホワイトスペース |
| 802.11ah |                        |              | 1 GHz以下のセンサーネットワーク、スマートメータリング。11acをベースに、IoT向けに1 MHz幅をサポート。                         |
| 802.11ai |                        |              | 10 msで高速接続（高速初期リンクセットアップ）                                                                               |
| 802.11aj |                        |              | 802.11adを中国向けに拡張。45 GHz帯を含む。                                                                                  |
| 802.11ak |                        |              | 無線LANブリッジ方式 |
| 802.11aq |                        |              | APに接続する前にAPがサポートしているサービス情報を知るための規格                                                            |
| 802.11ax | 伝送規格               | 2021年2月9日 | 高密度環境における周波数利用効率の向上。OFDMAを適用。8 GHz幅、MU-MIMOサポート。                                             |
| 802.11ay |                        |              | 60 GHz帯を利用し20 Gbpsを実現するための規格。802.11adを拡張。                                                               |
| 802.11az |                        |              | 次世代測位方式 |
| 802.11ba |                        |              | Wake up無線 |
| 802.11bb |                        |              | Li-Fi |
| 802.11bc |                        |              | ブロードキャスト |
| 802.11be | 伝送規格               | 2024年9月    | axに続く規格。最大46Gbpsでの転送が可能。                                                                                    |
| 802.11bn | 伝送規格               |              | beに続く規格。 |

注釈
- 「L」「O」「Q」は、Lが数字の1、O・Qが数字の0と間違いやすいため欠番
- a → z の順番に作られ、z の次は aa となった。aa → az の順番に作られている。
- 802.11F や 802.11T が大文字なのは完結した独立文書であることを示す。 IEEE 802.1X と同じ考え。

### 国ごとで利用可能なチャンネル
| チャンネル | 中心周波数 (MHz) | 北米 | 欧州 | 日本    |
| ---------- | ---------------- | ---- | ---- | ------- |
| 1          | 2412             | Yes  | Yes  | Yes     |
| 2          | 2417             | Yes  | Yes  | Yes     |
| 3          | 2422             | Yes  | Yes  | Yes     |
| 4          | 2427             | Yes  | Yes  | Yes     |
| 5          | 2432             | Yes  | Yes  | Yes     |
| 6          | 2437             | Yes  | Yes  | Yes     |
| 7          | 2442             | Yes  | Yes  | Yes     |
| 8          | 2447             | Yes  | Yes  | Yes     |
| 9          | 2452             | Yes  | Yes  | Yes     |
| 10         | 2457             | Yes  | Yes  | Yes     |
| 11         | 2462             | Yes  | Yes  | Yes     |
| 12         | 2467             |      | Yes  | Yes     |
| 13         | 2472             |      | Yes  | Yes     |
| 14         | 2484             |      |      | 11bのみ |

| チャンネル | 中心周波数 (MHz) | 北米   | 欧州 | 日本 | 日本 |
| ---------- | ---------------- | ------ | ---- | ---- | ---- |
| 36         | 5180             | Yes    | Yes  | Yes  | W52  |
| 40         | 5200             | Yes    | Yes  | Yes  | W52  |
| 44         | 5220             | Yes    | Yes  | Yes  | W52  |
| 48         | 5240             | Yes    | Yes  | Yes  | W52  |
| 52         | 5260             | Yes    | Yes  | Yes  | W53  |
| 56         | 5280             | Yes    | Yes  | Yes  | W53  |
| 60         | 5300             | Yes    | Yes  | Yes  | W53  |
| 64         | 5320             | Yes    | Yes  | Yes  | W53  |
| 100        | 5500             | Yes    | Yes  | Yes  | W56  |
| 104        | 5520             | Yes    | Yes  | Yes  | W56  |
| 108        | 5540             | Yes    | Yes  | Yes  | W56  |
| 112        | 5560             | Yes    | Yes  | Yes  | W56  |
| 116        | 5580             | Yes    | Yes  | Yes  | W56  |
| 120        | 5600             | 部分的 | Yes  | Yes  | W56  |
| 124        | 5620             | 部分的 | Yes  | Yes  | W56  |
| 128        | 5640             | 部分的 | Yes  | Yes  | W56  |
| 132        | 5660             | Yes    | Yes  | Yes  | W56  |
| 136        | 5680             | Yes    | Yes  | Yes  | W56  |
| 140        | 5700             | Yes    | Yes  | Yes  | W56  |
| 144        | 5720             | Yes    | Yes  | Yes  | W56  |
| 149        | 5745             | Yes    |      |      |      |
| 153        | 5765             | Yes    |      |      |      |
| 157        | 5785             | Yes    |      |      |      |
| 161        | 5805             | Yes    |      |      |      |
| 165        | 5825             | Yes    |      |      |      |

| チャンネル | 中心周波数 (MHz) | 北米 | 欧州 | 日本 |
| ---------- | ---------------- | ---- | ---- | ---- |
| 1          | 5955             | Yes  | Yes  | Yes  |
| 5          | 5975             | Yes  | Yes  | Yes  |
| 中略       |                  |      |      |      |
| 89         | 6395             | Yes  | Yes  | Yes  |
| 93         | 6415             | Yes  | Yes  | Yes  |
| 97         | 6435             | Yes  |      |      |
| 101        | 6455             | Yes  |      |      |
| 中略       |                  |      |      |      |
| 229        | 7095             | Yes  |      |      |
| 233        | 7115             | Yes  |      |      |

| チャンネル | 中心周波数 (GHz) | 北米 | 日本 |
| ---------- | ---------------- | ---- | ---- |
| 1          | 58.32            | Yes  | Yes  |
| 2          | 60.48            | Yes  | Yes  |
| 3          | 62.64            | Yes  | Yes  |
| 4          | 64.80            |      | Yes  |

## IEEE802.11のフレームとヘッダ
IEEE802.11のフレームは以下の構造になっている。
| PLCPプリアンブル | PLCPヘッダ | IEEE802.11ヘッダ | データ | FCS |
| ---------------- | ---------- | ---------------- | ------ | --- |

さらに、上記のIEEE802.11ヘッダの詳細は、以下のようなフィールドで構成される。
| フレーム制御 | Duration/ID | アドレス1 | アドレス2 | アドレス3 | シーケンス制御 | アドレス4 |
| ------------ | ----------- | --------- | --------- | --------- | -------------- | --------- |

- フレーム制御のフィールドにはフレームの種類を示す情報などが入る（フレームの種類は以下の3つ）。
  - 管理フレーム（認証、関連付け要求、関連付け応答、再関連付け要求など）
  - 制御フレーム（送信要求、応答確認など）
  - データフレーム
- Duration/IDのフィールドにはフレーム送信完了までの予約時間などの情報が入る。
- 4つのアドレスフィールド（各アドレスフィールドに入る情報は、通信環境によって変わる）。

## IEEE 802.11
英語では "I triple E eight O two dot eleven"（アイトリプルイー エイトオーツー ドット イレブン）という形で発音され、省略する場合には単に "dot eleven"（ドットイレブン）と呼称される規格である。日本語では「はちまるにい てん いちいち」と呼ばれることが多い。1997年にIEEEで最初に規格統一された無線LAN規格。
物理レイヤ規格とMACレイヤ規格から主に構成され、一つのMACレイヤ規格で複数の物理レイヤ規格をサポートするのが特徴である。2.4 GHz帯の無線だけでなく、赤外線の物理レイヤもサポートする規格。具体的には物理レイヤとして、スペクトラム拡散のうち周波数ホッピング方式 (FHSS) のもの、直接拡散方式 (DSSS) のもの、および赤外線方式のものの3種類が規定されている。伝送速度は物理レイヤでの理論値1 M、2 Mbpsを実現。
MACレイヤについてはCSMA/CA (Carrier Sense Multiple Access with Collision Avoidance) 方式を用いているのが特徴である。CSMA/CA方式は "Listen Before Talk" 方式であり、人間に例えると「話す前に聞け」という原理に基づくアクセス制御方式である。すなわち、自分がパケット信号を送信しようと思ったならば、まずはアンテナで他の装置がパケット信号を出していないかどうかを、良く確かめてから送信するという極めて単純な機構を採用したアクセス制御方式である。CSMA/CA方式は2.4 GHz帯のように干渉を互いに与えない範囲での独立なチャネルが4チャネルしか取れない場合に、自分以外のアクセスポイント（親局）が自律分散的（つまり隣近所と事前の計画的なチャネル設定等を行わずに）に動作させる上で、簡単かつ実際的なアクセス制御方式であり、この後に繋がる一連の無線LAN発展の基礎をなす概念である。
暗号化技術としてはWEPの利用が想定されていた。

## IEEE 802.11a
1997年に成立したIEEE 802.11規格の無線LANは伝送速度が最大2 Mbpsであり、それを高速化するための標準化が1997年から行われた。2.4 GHz帯ではIEEE 802.11b規格、5 GHz帯ではIEEE 802.11a規格の審議が行われた。11b規格では従来の11規格との互換性が求められての標準化であったが、11a規格は互換性にとらわれることも無く当時の最新技術を用いた物理レイヤ技術の検討が行われ、パケットモードOFDM (Orthogonal Frequency Division Multiple) 方式による物理レイヤ規格（最大54 Mbps）が1999年に成立した。IEEE 802.11aを使用した実際の商品は2002年頃に登場した。登場当初、11b (Wi-Fi) と対比する名称として「Wi-Fi 5」という名称が使われることもあった。
米国では、当初から5 GHz帯で屋内外双方で利用できる5.150–5.350 GHzと5.470–5.725 GHzが割り当てられた。一方日本では、当初5.15–5.25 GHz帯の周波数が、無線LANにも利用可能とはなっていたが、移動体衛星通信システムにも利用されているため、電波法によって屋外での利用が禁止されている。なお、自動車や列車内、航空機などの乗り物内での利用はこの限りではない。その後、5.15–5.25 GHzに加えて4.9–5 GHz（屋外用ライセンスバンド）、5.25–5.35 GHz（屋内用アンライセンスバンド）が日本では追加された。今後は2.4 GHz帯が混雑するにつれてより帯域幅の広い5 GHz帯への移行が進むものと思われる。
なおチャネル配置等に関して、日本が欧米での周波数割り当てと異なる部分について世界的に統合した規格にするため、新たにIEEE 802.11jが規定された。11jのjは "Japan" の頭文字ではなく、アルファベット順で規格名が定められた時に偶然に "j" 番目になったにすぎない。
周波数に5 GHz帯を使うため、2.4 GHz帯の11b, 11g, 11nのような電子レンジの影響を受けにくい利点があるが、信号強度の空間伝搬損失は通信に使用する周波数の2乗に比例するため、2.4 GHz帯の11b, 11g, 11nの信号ほど遠くまで伝搬しない。
狭い帯域幅で高い転送速度を実現できたが、あまり普及しなかった。

### 日本でのチャンネルの変更
IEEE 802.11aに使用されているチャネルの中心周波数に関しては、従来より日本国内において使用されてきたものから、国際的に標準なものへと変更された。変更に際しては、混乱を避けるため、電子機器業界が中心となって識別をしやすくするための記号が制定された。
J旧来の日本国内規格
W国際標準準拠規格
数字中心周波数
（例：“53”は中心周波数が5.3 GHz）
制度改正から2008年（平成20年）5月ごろまでは、経過措置として“J52”（5.15–5.25 GHzにおけるチャネル配置）、“W52”並びに“W53”（5.15–5.35 GHzにおけるチャネル配置）の3つの規格の併存が認められ、チャネル変更に対応した無線LAN機器も順次発売され普及し始めている。しかし、規格に対応していても接続できないという事態がおこりうるので注意が必要となっている。
PCカードなどのクライアント側はすべての周波数 (J52, W52, W53) に対応できることになっていたが、無線ブロードバンドルータやアクセスポイントなど親機側では、新たにJ52対応の機器を販売することができなくなった。また、旧規格であるJ52にしか対応していない機器の一部では、ファームウェアを書きかえることで、W52に対応させる方法が取られた。ただし、メーカーによっては古い商品でのW52・W53対応のファームウェアを出さず、そのため、J52に対応していない機器とはそのようなアクセスポイントは通信できない。
W52・W53を利用する場合、チャネルが異なっていれば干渉はない（使用チャネルは4チャネル刻みで指定する）。したがって、最大8個のチャネルが利用可能になり、設置計画の自由度が高くなった（11b/gは最大3個）。
使用できるチャネル増加に伴い、同フロアに複数設置できる11aは、企業用途に向いていると思われていた。しかし、増加チャネル部分 (W53) は DFS（Dynamic Frequency Selection: 動的電波周波数選択）により気象レーダーとの干渉を避けることが義務付けられており（干渉を検出した場合に回避動作を行う）、場合によっては通信の途絶等が起こり得るため、品質や連続稼動性を要求される企業用途では不向きとされている（W52では同様の動作は必須になっていない）。
2007年（平成19年）1月の総務省省令改正により、"W56" (5.47–5.725 GHz) が使用可能になった。これによりチャネル数が8から19に大幅に増加した。W56であれば、免許が無くとも屋外で使用する事が出来る。ただし、W56も気象レーダーが使う帯域である為、W53と同等の制約がある。
経過措置が終了した2008年（平成20年）6月以降は、新たに発売されるクライアント機器も“J52”への対応が禁じられ、“W5x”の国際標準準拠規格のみの対応となった。それ以前に発売され現在も販売が継続されている商品はこの限りでない。
2019年7月11日に改正総務省省令が公布され、W56に144chが追加となった。これにより140 + 144chの HT40/VHT40（40 MHz 幅）、132 + 136 + 140 + 144chの VHT80（80 MHz 幅）などの利用が可能となった。
| 期間              | タイプ | チャンネル             | 屋外 | 気象レーダーとの干渉による運用制限 |
| ----------------- | ------ | ---------------------- | ---- | ---------------------------------- |
| 2005年5月まで     | J52    | 34, 38, 42, 46         | No   | 無し                               |
| 2005年5月以降     | W52    | 36, 40, 44, 48         | No   | 無し                               |
| 2005年5月以降     | W53    | 52, 56, 60, 64         | No   | 有り                               |
| 2007年1月31日以降 | W52    | 36, 40, 44, 48         | No   | 無し                               |
| 2007年1月31日以降 | W53    | 52, 56, 60, 64         | No   | 有り                               |
| 2007年1月31日以降 | W56    | 100, 104, 108, … , 140 | Yes  | 有り                               |
| 2019年7月11日以降 | W52    | 36, 40, 44, 48         | No   | 無し                               |
| 2019年7月11日以降 | W53    | 52, 56, 60, 64         | No   | 有り                               |
| 2019年7月11日以降 | W56    | 100, 104, 108, … , 144 | Yes  | 有り                               |

## IEEE 802.11b
正式には "IEEE 802.11 High-Rate Direct Sequence" と言う。IEEEの「802委員会」の中にある「ワーキンググループ11」の「タスクグループB」が策定した。2.4 GHzのISM帯と呼ばれる、免許不要で扱える周波数帯域を利用する。1997年–1999年にかけて規格審議が行われ、従来のIEEE 802.11規格と互換性を持たせて伝送速度を2 Mbpsから最大11 Mbpsに拡張した規格が成立した（オプション規定として22 Mbpsのものもある）。技術としては、IEEE 802.11規格の3種類の物理レイヤ規格の中で直接拡散方式（DS方式）をベースにCCK (Complementary Code Keying) 方式を採用することにより高速度化を実現した。
11b規格は物理レイヤの規格であり、MACレイヤには従来のIEEE 802.11で規定されているMACレイヤ規格が採用されて製品化されている。1999年に規格が成立する直前に100ドルを切る無線LANカードが発売されたことにより、無線LAN市場が一気にブレイクする起爆剤になった規格である。パソコン関連として、もっとも初期に普及した無線LAN規格である。
日本国内で利用できるチャネル数は14である。すなわち中心周波数2.412 GHzの1chから同2.472 GHzの13chまで0.005 GHz (5 MHz) 刻みの1–13chと、同2,484 MHzの14chの、計14chである。ただし、一つのチャネル幅の規格が22 MHzであるため、干渉なしで通信できる最大チャネル数は4個となる。そして、その場合のチャネル設計は、1ch・6ch (2.437 GHz)・11ch (2.462 GHz)・14chである。しかし、11bでの14ch利用の合法性は日本に限られ、14chに対応しない親機・子機も多い。その場合、干渉なしで通信できる最大チャネル数は、規格上は11g同様の3個になる。しかし、規格より狭いチャネル幅で通信し、1ch・5ch・9ch・13chの計4チャネル同時利用を行える機種も市販されている。

## IEEE 802.11g
IEEE 802.11bの上位互換規格として開発され、IEEE 802.11bと同じ2.4 GHz帯のISMバンドの電波周波数を利用する。
最大通信速度は54 Mbpsであり、IEEE 802.11bの11 Mbpsよりも高速化されている。それを実現するために 5 GHz帯IEEE 802.11aで確立された物理レイヤ規格であるOFDM（直交周波数分割多重方式）を用いている。
しかし、ISMバンドを利用しているので、他の機器（特に電子レンジやコードレスホン、2.4 GHzを使うワイヤレスマイク、Bluetoothなど）からの干渉を受ける可能性が高く、IEEE 802.11aに比べて実効速度は落ちる。
また、IEEE 802.11bに対する互換性を有していることにより、従来のIEEE 802.11b規格による通信をする機器が1台でも混在すれば、それに合わせてIEEE 802.11bモードの動作になり、通信速度が大幅に低下してしまう。
利用可能なチャネルは、11bの1–13chと同じ帯域の合計13チャネルである。各チャネルの中心周波数は5 MHz間隔で設定されているが、1つのチャネルの幅は規格上は20 MHzなので、5ch以上離れていないチャンネルは帯域が重なっているので干渉が発生する。このため、同時に利用しても全く干渉なく通信が行えるチャンネルの数は3つ以下である。ただし、規格よりも狭いチャネル幅で通信を行うことで、1ch・5ch・9ch・13chの合計4チャネルの利用ができる機種も販売されている。
一部の製品では、802.11nで採用されているMIMO (Multiple Input Multiple Output)の技術を先行して採用することで 108 Mbpsでの通信を可能にしているが、それは同一メーカー製のMIMO対応機器の間に限られる。

## IEEE 802.11i
IEEE 802.11iは、通信規格そのものではなく、無線LANにおけるセキュリティ標準を定める規格である。WPA (Wi-Fi Protected Access) やWPA2などもIEEE 802.11iに準拠した規格である。脆弱性が指摘されるWEPに代わり、標準暗号規格として、WPAではTKIP（WEPの改良版）を、WPA2ではCCMP（暗号化アルゴリズムとしてAESを利用）を採用している。

## IEEE 802.11j
これはIEEE 802.11aを日本向けに修正した規格である。ただし文字 j はJapanの頭文字を意味するものではなく、IEEE内のプロジェクト名として偶然割り当てられたものである。
日本国内でデータ通信用として割当てられた周波数のうちで、IEEE 802.11aが使用する5.2 GHz付近のCバンドの周波数は日本では衛星通信・気象レーダーや地球観測衛星で使用しているので、屋外での使用はできず、電波法の一部改正及び周波数の割当によりデータ通信用として新たに割当られた4.9–5.0GHzの利用（「5GHz帯無線アクセスシステム」として、屋外での利用も許可された。ただし届出制による免許を必要とする。）に合わせてIEEE 802.11aを修正したものがIEEE 802.11jである。
当初、4.4–5.0 GHzは 5 GHz帯電気通信業務用固定無線システム（テレビ中継など）との共用であったため、2005年11月から2012年11月までは地域限定での利用となっていたが、2012年11月までに他の周波数・光回線への移行が完了したため、地域制限を撤廃して全国で利用できるようになった。
4.9 GHz 帯を利用している他の機器は無いので電波の干渉が少ない。
電波法の規定により、利用局の登録が必要であるが、屋内・屋外のどちらでも利用ができる。
取り付けアンテナにより、屋内での用途に留まらず、屋外の離島間通信のような10 km程度の距離の通信用バックボーンとしてデジタル・ディバイド解消への活用が期待されている。
諸元
周波数帯
4900 MHz–5000 MHz
チャンネル
4920 MHz / 4940 MHz / 4960 MHz / 4980 MHz の合計4ch
チャンネル間隔
20 MHz / 10 MHz / 5 MHz
空中線電力
250 mW (= 23.98 dBm)
※参考 電力デシベル表示 1 mW = 0 dBm
広大な工事現場・農場・工場などの構内LANや、離れた施設間を繋ぐLAN回線、自治体・自治会などの自営無線IP通信、ADSL・光回線を引くことが困難な地域で提供されている無線インターネット回線「スカイネットV」・「宜野座村ブロードバンドサービス 宜野座BB」などで使用されている。

## IEEE 802.11n (Wi-Fi 4)
2.4 GHz/5 GHzの周波数帯域を用い、最大伝送速度600 Mbps（40 MHzチャネルボンディング、4ストリーム時）、実効速度で100 Mbps以上の実現に向け策定された規格。
IEEE 802.11a/gに比べ、サブキャリアの本数が増え、最大の符号化率も向上した。またオプションでショートGI (400 ns) が利用できるようになった（IEEE 802.11a/gでは800 ns）。また「MIMO (Multiple Input Multiple Output)」を使用し（MIMOについては多元接続の項を参照）、複数のアンテナで送受信を行うこと（マルチストリーミング）や通信手順の見直し、複数のチャンネル（通信に用いられるバンド幅）を結合するチャネルボンディング（チャンネル結合）などにより、高速化・安定化を実現する。IEEE 802.11aやIEEE 802.11b、IEEE 802.11gとの相互接続も可能。2006年3月にドラフト版1.0、2007年6月にドラフト版2.0が策定され、2009年9月に正式規格として認定された。
IEEE 802.11nの規格に適合していても、使用する周波数帯や同時に通信できるチャネル数（空間ストリーム数）、チャネルボンディングへの対応などは、個々の製品によって異なる。よってIEEE 802.11n対応の製品であっても最大通信速度は製品によって異なる上に、表記されている最大通信速度で利用できるかどうかも、製品の組み合わせに依存する。USB端子に接続する小型ドングル型の製品や、宿泊先のホテルで使用するために携帯性を重視した製品などでは、150 Mbps程度の速度までの製品が多い。
周波数に5 GHz帯を使う場合、11a同様、電子レンジの影響を受けにくい利点があるが、信号強度の空間伝搬損失は通信に使用する周波数の2乗に比例するため、2.4 GHz帯の信号ほど遠くまで伝搬しない。
また、フレームアグリケーションと言う技術を採用している。データリンク層（第二層）で、同一の宛先のフレームを連結して通信を行い、スループットを向上させる。ただし、フレーム長が長くなる分だけ通信路を占有することになる。
| 帯域幅                | MIMO不使用         | 2x2 MIMO使用       | 3x3 MIMO使用 （オプション） | 4x4 MIMO使用 （オプション） |
| --------------------- | ------------------ | ------------------ | --------------------------- | --------------------------- |
| 20 MHz （必須）       | 72.2 (65.0) Mbps   | 144.4 (130.0) Mbps | 216.7 (195.0) Mbps          | 288.9 (260.0) Mbps          |
| 40 MHz （オプション） | 150.0 (135.0) Mbps | 300.0 (270.0) Mbps | 450.0 (405.0) Mbps          | 600.0 (540.0) Mbps          |

（変調方式 64QAM, 符号化率 5/6, GI 400 (800) nsの時）
日本国内においては電波法上の制限により当初の対応製品では20 MHzのバンド幅（1つのチャンネル）しか利用できなかったが、2007年（平成19年）6月には電波法の一部改正が施行され、無線通信にて同時に使用できるバンド幅が従来の20 MHzから40 MHzに引き上げられた。これによりチャネルボンディング（デュアルチャネル、ワイドチャネルなどの表記もある）が可能となり、最大伝送速度の理論値は従来の144 Mbpsから300 Mbpsに増えた。ただし、2.4 GHz帯でチャネルボンディングを利用すると、近隣の無線LAN機器の干渉を受けずに利用出来るチャンネルが2つだけになってしまい、他者の設置した無線LANや、自らの設置する別の無線LANと電波が干渉しやすくなって却ってスループットが低下することがあるので注意を要する。
2012年（平成24年）現在、発売済の製品でチャネルボンディングのみを使用する製品は理論値150 Mbps (MCS index 7)、チャネルボンディングとMIMOの双方を使用する製品は理論値450 Mbps (MCS index 23) である。
IEEE 802.11n は、正式規格策定完了前に市場投入された802.11nドラフト版2.0準拠製品と同じ周波数帯で基本機能の変更なく相互接続性を確保する。ドラフト認定された機器は最終的な認定プログラムの中核となる要件を満たすため、再テストを受けることなく「802.11n認定機器」として扱える。
2012年頃から無線LAN機器の激増により、2.4 GHz帯で電波の干渉による速度低下が特に都市部で多く発生するようになった。まだ普及が少ない5 GHz帯では比較的安定した通信が可能である。大手通信キャリアなどによる公衆無線LANの5 GHz対応が進んでいる。
なお、市販の無線LAN機器が5 GHzに対応しているかどうか不明な場合、11a/b/g/n対応機器と記されていれば5 GHz対応、11b/g/nならば2.4 GHzのみ対応というように見分けることが出来る。

## IEEE 802.11p
2012年に車両間通信のために策定された。IEEE 802.11pは、IEEE 802.11aを基に、高度道路交通システム (ITS: Intelligent Transport System) の路車間 (V2I: Vehicle-to-Infrastructure)、車車間 (V2V: Vehicle-to-Vehicle) 通信に対応するように機能を強化したもので、米国のITS計画を起源としており、米国では、物理層とMAC層のIEEE 802.11pと上位層のIEEE 1609を合わせて、WAVE (Wireless Access in Vehicular Environments) と称されており、欧州でも、WAVEと同様の路車間、車車間通信を目的とした5.9 GHz帯の仕様の開発が進行中で、日本では、5.8 GHz帯のARIB STD-T75という規格を推進している。

## IEEE 802.11ac (Wi-Fi 5)

### 802.11vht
通称802.11vht (802.11 very high throughput)、ギガビットWi-Fiとも呼ばれる第5世代の無線LAN規格も研究・開発が行われている。マルチリンク技術を実装し、デュアルリンク接続で1 Gbps以上を実現、シングルリンク接続でも実効速度500 Mbps以上の達成を目標にしている。世界各国で研究が本格化しており、日本のNICT（情報通信研究機構）では、2008年には60 GHz帯を使って3 Gbpsもの高速な無線LANシステムの開発に成功している。
既に標準規格として制定されたものではIEEE 802.11acとIEEE 802.11adがある。

### IEEE 802.11ac
IEEE 802.11acはギガビットスループットをIEEE 802.11aやIEEE 802.11nと同じ5 GHz帯で提供することが規定されている。2.4 GHzは利用しない。
80 MHzチャネルボンディング（必須）、160 MHzチャネルボンディング、80 MHz + 80 MHzチャネルボンディング、256QAM, MU-MIMO（以上オプション）を採用することで伝送速度をさらに高速化させている。
周波数に5 GHz帯を使うため、11a同様、電子レンジの影響を受けにくい利点があるが、信号強度の空間伝搬損失は通信に使用する周波数の2乗に比例するため、2.4 GHz帯の信号ほど遠くまで伝搬しない。
また、IEEE 802.11nに比べ仕様が簡素化された。全てのフレームはA-MPDU形式となった。MCS setはストリーム数の情報を分離することで0-76から0-9に削減された。ビームフォーミング方式も簡素化された。Greenfield形式フレームは廃止された。
最大伝送速度は、Wave1（第1世代）で1.3 Gbps、Wave2（第2世代）で6.9 Gbps（160 MHzチャネルボンディング、8ストリーム時）となる。これまでのIEEE 802.11a/nと同じ周波数帯を使用し、後方互換性があるため既存の無線LANからも移行（アップグレード）しやすい。またMIMOを発展させたMU-MIMOの技術を用いて、複数のクライアントが存在するサービスセットにおいても、各クライアントのスループットが低下しにくくなった。ただし、端末側にも2本以上のアンテナを搭載する必要があり端末数スペースが必要となるため、市場に占める対応機器は2015年現在、一部の高機能機種に限られている。
2012年にIEEE 802.11acドラフト規格対応の無線ブロードバンドルーターが製品化された。11ac規格自体は5 GHz帯域のみを使用する規格であり、2.4 GHzを使用する11b/g/n規格との互換性はないが、市販製品では11acに加えて11nの通信機能を持たせることで、過去の11a/b/g/n機器からのスムーズな移行を可能にしている。
2015年現在市販されている最大1733 Mbps対応の製品は、帯域幅では80 MHz幅を使用しながら、第二世代規格であるWave2で規定された4x4 MIMOを使用している。
| 帯域幅                 | データレート (Mbps) | データレート (Mbps) | データレート (Mbps) | データレート (Mbps) | データレート (Mbps) |
| 帯域幅                 | MIMO不使用          | 2x2 MIMO            | 3x3 MIMO            | 4x4 MIMO            | 8x8 MIMO (MU-MIMO)  |
| ---------------------- | ------------------- | ------------------- | ------------------- | ------------------- | ------------------- |
| 80 MHz （必須）        | 433.3               | 866.7               | 1300                | 1733                | 3467                |
| 160 MHz （オプション） | 866.7               | 1733                | 2600                | 3467                | 6933                |

| MCS ｲﾝﾃﾞｯｸｽ | 変調方式 | 誤り 訂正率 | データレート (Mbps) | データレート (Mbps) | データレート (Mbps) | データレート (Mbps) | データレート (Mbps) | データレート (Mbps) | データレート (Mbps) | データレート (Mbps) |
| MCS ｲﾝﾃﾞｯｸｽ | 変調方式 | 誤り 訂正率 | 20 MHz幅            | 20 MHz幅            | 40 MHz幅            | 40 MHz幅            | 80 MHz幅            | 80 MHz幅            | 160 MHz幅           | 160 MHz幅           |
| MCS ｲﾝﾃﾞｯｸｽ | 変調方式 | 誤り 訂正率 | 800 ns GI           | 400 ns GI           | 800 ns GI           | 400 ns GI           | 800 ns GI           | 400 ns GI           | 800 ns GI           | 400 ns GI           |
| ----------- | -------- | ----------- | ------------------- | ------------------- | ------------------- | ------------------- | ------------------- | ------------------- | ------------------- | ------------------- |
| 0           | BPSK     | 1/2         | 6.5                 | 7.2                 | 13.5                | 15                  | 29.3                | 32.5                | 58.5                | 65                  |
| 1           | QPSK     | 1/2         | 13                  | 14.4                | 27                  | 30                  | 58.5                | 65                  | 117                 | 130                 |
| 2           | QPSK     | 3/4         | 19.5                | 21.7                | 40.5                | 45                  | 87.8                | 97.5                | 175.5               | 195                 |
| 3           | 16-QAM   | 1/2         | 26                  | 28.9                | 54                  | 60                  | 117                 | 130                 | 234                 | 260                 |
| 4           | 16-QAM   | 3/4         | 39                  | 43.3                | 81                  | 90                  | 175.5               | 195                 | 351                 | 390                 |
| 5           | 64-QAM   | 2/3         | 52                  | 57.8                | 108                 | 120                 | 234                 | 260                 | 468                 | 520                 |
| 6           | 64-QAM   | 3/4         | 58.5                | 65                  | 121.5               | 135                 | 263.3               | 292.5               | 526.5               | 585                 |
| 7           | 64-QAM   | 5/6         | 65                  | 72.2                | 135                 | 150                 | 292.5               | 325                 | 585                 | 650                 |
| 8           | 256-QAM  | 3/4         | 78                  | 86.7                | 162                 | 180                 | 351                 | 390                 | 702                 | 780                 |
| 9           | 256-QAM  | 5/6         | N/A                 | N/A                 | 180                 | 200                 | 390                 | 433.3               | 780                 | 866.7               |

### IEEE 802.11ad
2012年12月にIEEE 802.11ad-2012として仕様が確定された。また2013年に、WiGig規格に準拠した相互認証プログラムをWi-Fi Allianceが実施することが発表され、2016年提供開始された。
60 GHzという高い周波数帯を使うため、壁や障害物のない、10 m程度の近距離でのギガビット通信を想定している。
また、60 GHz帯は空気中の酸素と共振するため、伝搬減衰が大きい。
PHY層はシングルキャリアは必須 (4620 Mbps)、OFDMはオプション (6756.75 Mbps) である。最大伝送速度は6.8 Gbps。
チャネル幅は2.16 GHz幅。57 GHz–66 GHzを利用。利用可能チャネルと中心周波数は以下の通り。
- CH1: 58.32 GHz
- CH2: 60.48 GHz
- CH3: 62.64 GHz
- CH4: 64.8 GHz

| MCS | PHY              | 変調      | 符号化率 | 伝送レート (Mbps) |
| --- | ---------------- | --------- | -------- | ----------------- |
| 1   | シングルキャリア | π/2-BPSK  | 1/2      | 385               |
| 2   | シングルキャリア | π/2-BPSK  | 1/2      | 770               |
| 3   | シングルキャリア | π/2-BPSK  | 5/8      | 962.5             |
| 4   | シングルキャリア | π/2-BPSK  | 3/4      | 1155              |
| 5   | シングルキャリア | π/2-BPSK  | 13/16    | 1251.25           |
| 6   | シングルキャリア | π/2-QPSK  | 1/2      | 1540              |
| 7   | シングルキャリア | π/2-QPSK  | 5/8      | 1925              |
| 8   | シングルキャリア | π/2-QPSK  | 3/4      | 2310              |
| 9   | シングルキャリア | π/2-QPSK  | 13/16    | 2502.5            |
| 10  | シングルキャリア | π/2-16QAM | 1/2      | 3080              |
| 11  | シングルキャリア | π/2-16QAM | 5/8      | 3850              |
| 12  | シングルキャリア | π/2-16QAM | 3/4      | 4620              |

IP層を介さないPAL層のプロトコルも定義されている。
Display PortとHDMIへの変換はAV-PAL、PCIe、USB3.0、SDIOへのプロトコル変換はI/O PALが定義されている。
FastSessionTransferと呼ばれる仮想MACの技術を用いることで、60 GHzと、2.4 GHzや5 GHzのPHYの間のセッションを高速に切り替える。
日本国内においては、2015年11月、総務省令第九十九号により、電波法施行規則の一部を改正する省令が公布され、以下の2種類に分類されることとなった。空中線電力が10 mW超のものはキャリアセンス機能を具備することが義務づけられる。
- 証明規則 第2条第1項第19号の4の2 60GHz帯省電力データ通信システムの無線局（空中線電力10mW超）
- 証明規則 第2条第1項第19号の4の3 60GHz帯省電力データ通信システムの無線局（空中線電力10mW以下）

## IEEE 802.11af
TVホワイトスペース、即ちテレビ放送に使用されるVHF帯（米国）、UHF帯の空きスペースを利用する。テレビ放送のための周波数帯は各国で概ね広範囲に取られているが、チャンネル間の有害な混信を防ぐために、使用されてない空きチャンネルが多数存在する。また、それは都道府県や中継所エリアなど、地方・地域ごとに異なる。
このような空きチャンネルを無線ネットワークで有効利用しようと言う試みである。規格仕様では、あるWLANアクセスポイントはGPSにより自己の位置を把握し、ネットワークを通してジオロケーションデータベースにアクセスし、その場所で使用できる空きチャンネル（ホワイトスペース）の情報（利用可能時間を含む）を得る方式を取る。
PHYはIEEE 802.11acと同様にOFDMを使用。VHF/UHF帯では建物の壁面等による伝搬損失が、Wi-Fiに使われる2.4 GHz/5 GHz帯よりも小さいため、電波の有効到達範囲は拡がる事になる。
802.11afの規格仕様は以下の通りである：
OFDM
チャネル帯域幅6/7/8 MHz
伝送速度約20–30 Mbps
伝送距離約100–500 m

## IEEE 802.11ah
サブギガヘルツWiFi。対応製品の呼称は Wi-Fi HaLow（ヘイロー）。
920 MHz 帯を利用。帯域幅は 1 MHz 幅と 2 MHz 幅が必須。
占有帯幅 1 MHz MCS10 で、データレート 150 Kbps。想定伝送距離 1 km まで。
|      | 860           | 870           | 890 | 900         | 910             | 920             | 930             |
| ---- | ------------- | ------------- | --- | ----------- | --------------- | --------------- | --------------- |
| 日本 |               |               |     |             | 916.5–927.5 MHz | 916.5–927.5 MHz | 916.5–927.5 MHz |
| 米国 |               |               |     | 902–928 MHz | 902–928 MHz     | 902–928 MHz     | 902–928 MHz     |
| 韓国 |               |               |     |             | 917–923.5 MHz   | 917–923.5 MHz   |                 |
| 欧州 | 868–868.6 MHz | 868–868.6 MHz |     |             |                 |                 |                 |

## IEEE 802.11ax (Wi-Fi 6 / Wi-Fi 6E)
IEEE 802.11axとは高効率ワイヤレスを目指した、Wi-Fi仕様標準の1つであり、Wi-Fi AllianceによりWi-Fi 6として認定されている。
周波数に5 GHzまたは6 GHz帯を使う場合、11a同様、電子レンジの影響を受けにくい利点があるが、信号強度の空間伝搬損失は通信に使用する周波数の2乗に比例するため、2.4 GHz帯の信号ほど遠くまで伝搬しない。
CES 2018で発表されたIEEE 802.11ax対応デバイスは、合計11 Gbit/sの理論データレートをサポートしている。高密度利用環境下の場合、従来規格IEEE 802.11acに対して、平均スループットは4倍、遅延は75％低下することが報告されている。
周波数のより効率的な利用のため、IEEE 802.11axでは、直交周波数分割多重アクセス (OFDMA)、1024-QAM変調、干渉を回避するため電力制御方式が導入された。また、MIMOおよびMU-MIMOにより、スループットが従来規格よりも向上し、 Target Wake Timeの導入による消費電力性能の向上や、WPA3の採用によるセキュリティの向上が図られている。
2020年には2.4GHz帯・5GHz帯に加え6GHz帯も利用するWi-Fi 6Eが発表された。
| MCSインデックス | 変調方式 | 誤り訂正率 | データレート (Mbps) | データレート (Mbps) | データレート (Mbps) | データレート (Mbps) | データレート (Mbps) | データレート (Mbps) | データレート (Mbps) | データレート (Mbps) |
| MCSインデックス | 変調方式 | 誤り訂正率 | 20 MHz幅            | 20 MHz幅            | 40 MHz幅            | 40 MHz幅            | 80 MHz幅            | 80 MHz幅            | 160 MHz幅           | 160 MHz幅           |
| MCSインデックス | 変調方式 | 誤り訂正率 | 1600 nsec           | 800 nsec            | 1600 nsec           | 800 nsec            | 1600 nsec           | 800 nsec            | 1600 nsec           | 800 nsec            |
| --------------- | -------- | ---------- | ------------------- | ------------------- | ------------------- | ------------------- | ------------------- | ------------------- | ------------------- | ------------------- |
| 0               | BPSK     | 1/2        | 8                   | 8.6                 | 16                  | 17.2                | 34                  | 36.0                | 68                  | 72                  |
| 1               | QPSK     | 1/2        | 16                  | 17.2                | 33                  | 34.4                | 68                  | 72.1                | 136                 | 144                 |
| 2               | QPSK     | 3/4        | 24                  | 25.8                | 49                  | 51.6                | 102                 | 108.1               | 204                 | 216                 |
| 3               | 16-QAM   | 1/2        | 33                  | 34.4                | 65                  | 68.8                | 136                 | 144.1               | 272                 | 282                 |
| 4               | 16-QAM   | 3/4        | 49                  | 51.6                | 98                  | 103.2               | 204                 | 216.2               | 408                 | 432                 |
| 5               | 64-QAM   | 2/3        | 65                  | 68.8                | 130                 | 137.6               | 272                 | 288.2               | 544                 | 576                 |
| 6               | 64-QAM   | 3/4        | 73                  | 77.4                | 146                 | 154.9               | 306                 | 324.4               | 613                 | 649                 |
| 7               | 64-QAM   | 5/6        | 81                  | 86.0                | 163                 | 172.1               | 340                 | 360.3               | 681                 | 721                 |
| 8               | 256-QAM  | 3/4        | 98                  | 103.2               | 195                 | 206.5               | 408                 | 432.4               | 817                 | 865                 |
| 9               | 256-QAM  | 5/6        | 108                 | 114.7               | 217                 | 229.4               | 453                 | 480.4               | 907                 | 961                 |
| 10              | 1024-QAM | 3/4        | 122                 | 129.0               | 244                 | 258.1               | 510                 | 540.4               | 1021                | 1081                |
| 11              | 1024-QAM | 5/6        | 135                 | 143.4               | 271                 | 286.8               | 567                 | 600.5               | 1134                | 1201                |

### 802.11acとの違い
IEEE 802.11acとの比較点は
- サブキャリア間隔は11acの4分の1
- OFDMシンボル長が4倍（1024QAMサポート）

| 特徴                             | 802.11ac                              | 802.11ax |
| -------------------------------- | ------------------------------------- | --- |
| OFDMA                            | 非サポート                            | サポート |
| マルチユーザーMIMO (MU-MIMO)     | ダウンリンク方向で利用可能。最大4台。 | ダウンリンクおよびアップリンク方向で利用可能。最大8台。 |
| トリガーベースのランダムアクセス | 非サポート                            | RUが直接割り当てられていないステーションによるUL OFDMA送信が可能。 |
| 空間周波数の再利用               | 非サポート                            | 端末自身のネットワークでの送信と近隣ネットワークでの送信を区別可能。 Adaptive Power and Sensitivity Thresholdsを使用し、送信電力と信号検出しきい値を動的に調整して、空間の再利用を増やすことが可能。 |
| NAV                              | 1                                     | 2 |
| ターゲットウェイクタイム (TWT)   | 非サポート                            | サポート。消費電力とメディアアクセスの競合を削減する。 |
| フラグメンテーション             | 静的フラグメンテーション              | 動的フラグメンテーション |
| ガードインターバル               | 0.4 µsまたは0.8 μs                    | 0.8 µs、1.6 µsまたは3.2 μs |
| シンボル持続時間                 | 3.2 μs                                | 12.8 μs |

## IEEE 802.11be (Wi-Fi 7)
IEEE802.11beとは、高効率ワイヤレスを目指したWi-Fi仕様の1つであり、Wi-Fi Allianceにより、Wi-Fi 7として登録されている。